# Phlegra logunovi
Phlegra logunovi là một loài nhện trong họ Salticidae.
Loài này thuộc chi Phlegra. Phlegra logunovi được Azarkina miêu tả năm 2004.